# ولادیمیر وپنیک
ولادیمیر وپنیک (روسی: Владимир Наумович Вапник؛ زادهٔ ۶ دسامبر ۱۹۳۶) دانشمند در زمینه ریاضیات اهل اتحاد جماهیر شوروی سوسیالیستی است. وی یکی از توسعه‌دهندگان Vapnik–Chervonenkis theory در یادگیری ماشین و ماشین بردار پشتیبانی SVM و ماشین خوشه‌بندی بردار پشتیبان است.

## افتخارات
وی برندهٔ چندین جوایز بین‌المللی از جمله نشان بنجامین فرانکلین شده‌است و تا فوریه ۲۰۱۷، وی دارای یک شاخص اچ ۱۱۵ است و در کل به مقاله‌های وی حدود ۱۸۰ هزار بار ارجاع داده‌شده‌است. کتاب او دربارهٔ «تئوری یادگیری آماری» به تنهایی حدود ۶۰ هزار بار ارجاع داده شده‌است.